# 李瑾 (高邑伯)
李瑾（474年—538年），字伯琼，赵郡柏人县（今河北省邢台市隆尧县）人，出自赵郡李氏东祖，北魏、东魏官员。

## 生平
李瑾在太和年间出任奉朝请，之后承袭了父亲的爵位高邑伯，转任司徒广阳王元嘉集曹参军，太尉高阳王元雍长流参军，太尉清河王元怿记室参军，后出任中坚将军、步兵校尉。葛荣在黄河以北反叛时，所在之处残害百姓，魏孝明帝元诩诏令李瑾持节兼任吏部郎中、东北道吊慰大使。李瑾到了冀州，正值葛荣围逼，朝廷敕令李瑾出任防城都督。当时李瑾带着两个儿子在身边，次子战死，李瑾担心动摇人心，忍住悲痛停止痛哭。葛荣派杜纂进入信都郡城中劝降，李瑾想要杀了杜纂，冀州刺史元孚感念杜纂，放过了他。信都城被攻陷后李瑾被俘，他很快逃走了。永安初年，李瑾出任左将军、太中大夫、殷州大中正，屡次升任卫将军、右光禄大夫、太尉咨议参军。天平初年，李瑾出任车骑将军、大司农卿。当时李瑾的堂弟李元忠担任殷州大中正，李元忠以李瑾年长，将殷州大中正的职务让给李瑾。李瑾敦厚谨慎喜好学习好，到老年也不厌倦。元象元年（538年）秋，李瑾去世，虚岁六十五。朝廷赠予使持节、都督定瀛殷三州诸军事、骠骑大将军、司徒公、定州刺史。

## 家庭

### 父亲
- 李悦祖，北魏高邑伯

### 子女
- 李景威，袭爵高邑伯，东魏武定末年担任西汝阴郡太守，北齐接受禅让后，爵位依例降低
- 李氏，嫁北魏大司马开府司马、长安伯韦融[6][7]